# 帕罗贝
帕罗贝是巴西南大河州的一个市镇。总面积109.026平方公里，总人口48716人，人口密度446.8人/平方公里。